# Пикслей Ка Семе (местный муниципалитет)
Пикслей Ка Семе (Pixley Ka Seme) — местный муниципалитет в районе Герт Сибанде провинции Мпумаланга (ЮАР). Административный центр — Волксруст. Муниципалитет назван в честь умершего в 1951 году политика, одного из основателей Африканского национального конгресса Пикслей ка Исака Семе.